# Konsulat Generalny Rzeczypospolitej Polskiej w Rio de Janeiro
Konsulat Generalny Rzeczypospolitej Polskiej w Rio de Janeiro (port. Consulado Geral da República da Polônia em Rio de Janeiro) – polska misja konsularna w Brazylii utworzona w 1971, zlikwidowana 31 października 2008.

## Kierownicy placówki
- do 2000 – Waldemar Kluza
- 2000–2005 – Michał Zawiła
- 2006–2008 – Dariusz Dudziak
- 2008 – Agnieszka Műller, likwidator[8]